# Arctornis alba
Arctornis alba är en fjärilsart som beskrevs av Bremer 1861. Arctornis alba ingår i släktet Arctornis och familjen tofsspinnare. Inga underarter finns listade i Catalogue of Life.